# 노현희
노현희(1971년 4월 25일~)는 대한민국의 배우이다.

## 생애
1983년 KBS 한국방송공사 TV 드라마에서 아역 연기자 첫 데뷔한 그녀는 이후 KBS 한국방송공사와 MBC 문화방송에서 아역 텔레비전 연기자 활동하였으며, 이후 1991년 KBS 공채 14기 탤런트로 정식 데뷔하였으며, 현재는 뮤지컬 배우로도 활동 중이다.
신동진과 2002년에 결혼하여 2008년에 이혼하였다.

## 출연작

### TV 드라마
- KBS 2TV 《아스팔트 내 고향》(1991년)
- KBS 2TV 《형》(1991년 ~ 1992년)
- KBS 1TV 《대리인》(1992년)
- KBS 1TV 《대추나무 사랑걸렸네》(1993년) - 박명자 역
- KBS 2TV 《사랑의 인사》(1994년)
- KBS 2TV 《드라마게임 - 어느 날 갑자기》(1994년) - 주경 역
- KBS 2TV 《좋은 남자 좋은 여자》(1995년) - 이미영 역
- KBS 2TV 《사랑이 꽃피는 계절》 (1996년)
- KBS 2TV 《진달래꽃 필 때까지》 (1998년) - 황건실 역
- KBS 1TV 《왕과 비》(1998년 ~ 2000년) - 김씨부인 역
- SBS TV 《청춘의 덫》- 지숙 역
- SBS TV 《파도》(1999년) - 이종희 역
- KBS 1TV 《태조 왕건》(2000년) - 진성여왕 역
- MBC TV 《세 친구》(2000년)
- KBS 2TV 《여자는 왜?》(2001년) - 김현희 역
- KBS 2TV 《첨성대의 달》(2002년) - 주희 역
- iTV 경인방송 《해바라기 가족》(2002년)
- MBC TV 《다모》(2003년) - 타박녀 역
- MBC TV 《회전목마》(2003년) - 박성숙 역
- MBC TV 《자매바다》(2005년) - 우충희 역
- KBS 2TV 《위대한 유산》(2006년) - 승현 모 역
- MBC TV 《MBC 베스트극장 - 동네한바퀴》(2006년)
- SBS TV 《당신의 여자》(2013년) - 마동희 역

### 방송
- SBS TV 《토요스타클럽》(2002년 8월 24일 ~ 2002년 9월 28일)
- KBS 제2라디오 《신영일, 노현희의 2시가 좋아》(2002년 10월 21일 ~ 2003년 6월 1일)
- SBS TV 《순간포착 세상에 이런일이》(2002년 8월 29일 ~ 2004년 10월 7일)
- KBS 해피FM 《뮤직토크》(2003년 6월 2일 ~ 2005년 5월 1일)
- CJB 《전국 톱 10 가요 쇼》(2004년 ~ 2005년)
- SBS TV 《강심장》- 출연 (2013년 2월 12일)
- KBS 1TV 《강연 100℃》 - 출연 (2013년 6월 16일)
  - 강연주제: 마음을 성형하세요
  - 공감온도: 96℃
- MBC TV 《휴먼다큐 사람이 좋다》 - 출연 (2015년 8월 1일)
- KBS 2TV 《해피투게더 시즌3》 - 출연 (2015년 10월 1일)
- MBN 《보이스 트롯》 - 출연 (2020년 7월 24일)
- TV조선 《내 사랑 투유》 - 출연 (2021년 1월 19일)

### 영화
- 《이프》(2000년)
- 《무서운 이야기》(2012년)

### 뮤지컬
- 《브로드웨이 42번가》(2000년)
- 《사랑은 비를 타고》(2004년)
- 《패션 오브 더 레인》(2006년)
- 《만약에 예수님이 서울에서 오신다면》(2008년)
- 《플라워》(2008년)

### 연극
- 《달님은 이쁘기도 하셔라》(2007년)
- 《패밀리! 빼밀리?》(2009년)
- 《달님은 이쁘기도 하셔라》(2010년)
- 《뉴 씨저스패밀리》(2011년)
- 《무녀도동리》(2013년)
- 《나의 스타에게》(2014년 ~ 2015년)
- 《경주아티스트페스티벌 에밀레극단 나의 스타에게》(2016년)

## 음반
- 1995년 eno 1집[2]
- 2015년 미대 나온 여자
- 2018년 탱고야
- 2023년 안녕 봄비[BYE SPRiNG RAiN!(さよなら春雨)(Feat.정연우)]

## 노래
- K-POP Composer 정연우♪ 　'안녕 봄비' 작곡가

## 광고
- 그린쏠라 - 태양열난방기
- 샤니제과
- 미니스탑
- 로즈버드 캔커피
- 미즈사랑
- 진생모

## 홍보대사
- 2010년 더 바이블 엑스포 홍보대사

## 수상
- 2015년 대한민국 최고 연예대상 트로트 신인 가수상